# Ів Мардер
Ів Мардер (Eve Marder; нар. 30 травня 1948, Мангеттен, Нью-Йорк) — американська нейробіологиня. професор Брандейського університету, член Національних Академії наук (2007) і Медичної академії (2013) США, а також Норвезької академії наук (2016).

## Життєпис
Навчившись читати тільки в початковій школі, відразу ж призвичаїлася до цього заняття. Закінчила Брандейський університет (бакалавр біології) і 2014 року удостоїлася його Distinguished Alumni Award. Ступінь доктора філософії здобула в Каліфорнійському університеті в Сан-Дієго. Від 1978 року асистент-професор в альма-матер — Брандейському університеті, нині — його іменна професор (Victor and Gwendolyn Beinfield Professor) нейронаук; її лабораторія там стала піонерською в галузі вивчення основних функцій нервової системи. Від 2002 до 2005 року — піклувальниця Grass Foundation. У 2007—2008 роках — президент Американського товариства нейронаук. 2013 року увійшла до консультативного комітету новоствореної BRAIN Initiative. Була членкинею Ради НАН США.
Заступниця головного редактора eLife, член редколегій Current Biology, Current Opinion in Neurobiology, Progress in Neurobiology.
Член Американської академії мистецтв і наук (2001), фелло Американської асоціації сприяння розвитку науки (1992/1993), Біофізичного товариства (2008), Міжнародного товариства нейроетології (2014), Американського фізіологічного товариства (2015, серед перших прийнятих).

## Нагороди та відзнаки
- Стипендія Слоуна (1980)
- Jacob Javits Neuroscience Investigator Award (1987—1994)
- McKnight Endowment Fund for Neuroscience Investigator Award (1994)
- NIH MERIT award[en] (1995—2000)
- Forbes Lecturer, Marine Biological Laboratory[en] (2001)
- Mika Salpeter Lifetime Achievement Award, Американське товариство нейронаук (2002)
- Ralph W. Gerard Prize in Neuroscience[en], Американське товариство нейронаук (2005)
- Karl Spencer Lashley Award[en] Американського філософського товариства (2012)
- George A. Miller Prize, Cognitive Neuroscience Society[en] (2012)
- Премія Грубера (2013)
- Education Award, Американське товариство нейронаук (2014)
- Премія Кавлі (2016, разом з Майклом Мерзеничем[en] і К. Шатц)
- NAS Award in the Neurosciences[en] (2019)

Почесна докторка Боудін-коледжу (2010) і Тель-Авівського університету (2017).